# 64 Piscium
64 Piscium (64 Psc / HD 4676 / HR 225) es un sistema estelar de magnitud aparente +5,07 situado en la constelación de Piscis. Se encuentra a 78 años luz del sistema solar.
64 Piscium es una binaria espectroscópica cuyas componentes son dos enanas amarillas de tipo espectral F8V.
Muy parecidas pero no iguales, la más luminosa —2,13 veces más que el Sol— tiene una temperatura efectiva de 6250 ± 150 K.
Su radio es un 25% más grande que el radio solar y tiene una masa de 1,22 masas solares.
La estrella acompañante es ligeramente más fría, siendo su temperatura superficial de 6200 ± 200 K.
Con el 87% de la luminosidad de la componente principal, su radio es un 18% más grande que el del Sol. Tiene una masa de 1,17 masas solares.
El sistema recuerda a UX Mensae, con la salvedad de que no llega a ser una binaria eclipsante dado que el período orbital es más largo, de 13,82 días.
La órbita es considerablemente excéntrica (ε = 0,24).
La metalicidad de esta binaria es algo inferior a la del Sol ([Fe/H] = -0,06) y su edad se estima en 3000 millones de años.
Puede existir una tercera estrella completando el sistema 64 Piscium.
Sería una estrella de baja masa que emplearía más de 3600 años en dar una vuelta completa alrededor de la binaria espectroscópica.